# Mörk stjälkröksvamp
Mörk stjälkröksvamp (Tulostoma melanocyclum) är en svampart som beskrevs av Bres. 1904. Enligt Catalogue of Life ingår Mörk stjälkröksvamp i släktet Tulostoma,  och familjen Agaricaceae, men enligt Dyntaxa är tillhörigheten istället släktet Tulostoma,  och familjen stjälkröksvampar. Arten är reproducerande i Sverige. Inga underarter finns listade i Catalogue of Life.

## Bildgalleri

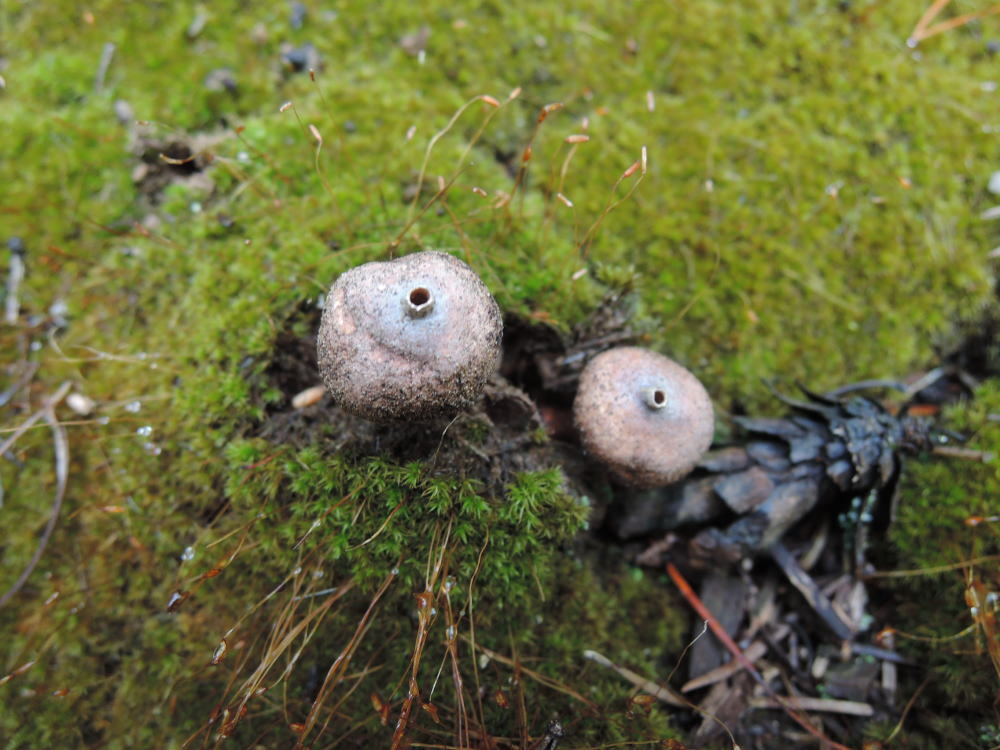